# Месснер, Вилим
Вилим Месснер (хорв. Vilim Messner; 11 апреля 1904, Пожега — 5 июня 1988, Земун, Белград) — югославский легкоатлет, выступавший в метании копья. Участник летних Олимпийских игр 1928 и 1932 годов.

## Биография
Вилим Месснер родился 11 апреля 1904 года в австро-венгерском городе Пожега (сейчас в Хорватии).
Выступал в легкоатлетических соревнованиях за «Конкордию» и ХАШК из Загреба, БСК из Белграда, СК из Панчево и «Земун».
В 1928 году вошёл в состав сборной Югославии на летних Олимпийских играх в Антверпене. В квалификации метания копья занял 23-е место, показав результат 53,70 метра и уступив 12,90 метра завоевавшему золото Эрику Лундквисту из Швеции.
В 1932 году вошёл в состав сборной Югославии на летних Олимпийских играх в Лос-Анджелесе. Был заявлен в метании копья, но не вышел на старт из-за травмы.
Умер 5 июня 1988 года в югославском городе Земун (сейчас в Сербии).

## Личный рекорд
- Метание копья — 58,43 (1928)[1]